# あじき路地

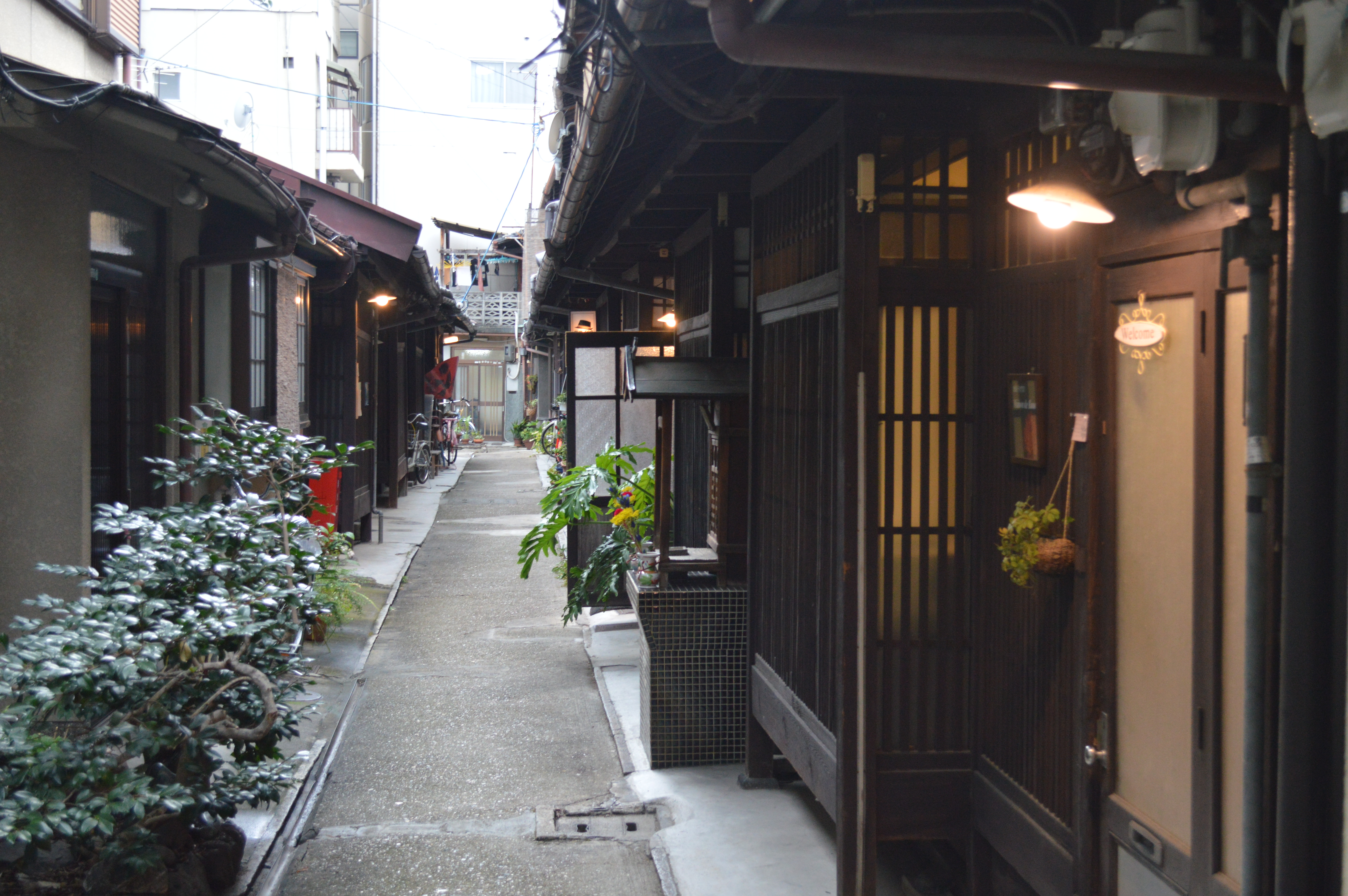
あじき路地

あじき路地（あじきろうじ、あじきろおじ）は、京都府京都市東山区にある長屋である。

## 概要
明治時代末期に建てられた京町家で、12軒が連なっている。かつては祇園の芸者が生活していた。
老朽化が進んだこともあって長年空き家であったが、かつて彫金と七宝焼に没頭した経験を持つ大家の「ものづくりなどに頑張っている若者に」との意向で2004年から若い職人たちに貸し出され、2013年時点で9組10人の入居者がいた。彼らの住宅・工房として利用されているが、週末には店舗として営業しており、近年は観光客も足を運ぶスポットとなっている。「あじき」とは大家の女性の名字から取られたものであるという。入居の条件として、アトリエとしてだけでなく住居としても使う必要があり、入居者を決める際には必ず面接することになっている。
麻生みことのマンガ『路地恋花』は、当地をモデルにしている。